# 略克利亞潘帕區
略克利亞潘帕區（西班牙語：Distrito de Llocllapampa），是秘魯的一個區，位於該國中部胡寧大區的豪哈省，始建於1896年10月23日，面積110.6平方公里，海拔高度3,496米，2005年人口1,489，人口密度每平方公里13人。